# Ballymoney Blaze
Ballymoney Blaze – północnoirlandzki klub siatkarski z Ballymoney. Założony został w 2004 roku. W sezonie 2010/2011 uczestniczył będzie w rozgrywkach NIVA Men’s League.
Klub Ballymoney Blaze ściśle współpracuje z Dalriada School.

## Rozgrywki krajowe
W sezonie 2004/2005 występował w rozgrywkach NIVA League Division 2, w których zajął 1. miejsce. W kolejnym sezonie doszedł do półfinału mistrzostw Irlandii Północnej. W sezonie 2009/2010 zdobył mistrzostwo Irlandii Północnej.
W sezonie 2010/2011 oprócz pierwszej drużyny w najwyższej klasie rozgrywek klubowych udział brać będzie również klub Ballymoney Blaze 2.
| Sezon     | Rozgrywki       | Osiągnięcie |
| --------- | --------------- | ----------- |
| 2009/2010 | National League | 1. miejsce  |
| 2010/2011 | National League | 5. miejsce  |
| 2011/2012 | National League | 2. miejsce  |
| 2012/2013 | National League | 2. miejsce  |
| 2013/2014 | National League | 4. miejsce  |
| 2014/2015 | National League | 2. miejsce  |
| 2015/2016 | National League | 2. miejsce  |
| 2016/2017 | National League | 2. miejsce  |

## Rozgrywki międzynarodowe
- 2015/2016 – Puchar Challenge